# 101 (映画)
『101』（ワンオーワン、原題：101 Dalmatians）は、1996年制作のアメリカ映画。『101匹わんちゃん』を原作とする実写映画。主演はクルエラ・デ・ビルを演じたグレン・クローズである。
日本では1997年3月8日より陽春東宝洋画系にて全国ロードショー。映画ポスターなどのキャッチコピーは「いま、夢が現実になる。」。 

## ストーリー
ゲームデザイナーのロジャーは、ペットのダルメシアン・ポンゴとロンドンに暮らしていた。ある日、散歩の途中で二人はファッションデザイナーのアニータと彼女のダルメシアン・パーディタに出会い、ロジャーはアニータと、ポンゴはパーディタと恋に落ち、二人と二匹は互いに結婚する。一方、アニータの勤めるファッションデザイン会社「HOUSE OF DEVIL」の社長で結婚を嫌悪するクルエラ・デ・ビルは、彼女が結婚したと知ると激怒する。結婚からしばらくして、二人と二匹は家政婦のナニーと共に幸せな家庭を築く中、アニータとパーディタが妊娠して一家は幸福に包まれる。数か月後、パーディタは15匹の子犬を出産するが、それを聞きつけたクルエラは、アニータが考案したダルメシアンの毛皮のコートを作るために子犬を7,500ポンドで買い取ろうとするも、ロジャーとアニータから申し出を拒否される。激怒したクルエラは、アニータを解雇した後、手下のジャスパーとホーレスに子犬を盗み出すように命令する。
ジャスパーとホーレスは、ロジャーとアニータが留守にしている間を見計らい、家に侵入して子犬を盗み出す。その様子を目撃した街中の動物たちが騒ぎ出し、異変を察知したポンゴとパーディタが急いで家に戻ると、既に子犬たちは盗み出された後だった。ロジャーとアニータは警察に連絡して捜査を依頼する一方、子犬たちは盗み出された他のダルメシアンの子犬と共に郊外の廃屋に押し込められていた。警察の捜査を知ったクルエラは、毛皮職人のスキナーに子犬たちを殺し、すぐ毛皮にするよう命令を下し、ジャスパーとホーレスは子犬たちを殺そうとするが、他の動物たちが協力して三人を翻弄し、脱出に成功した子犬たちは追いかけてきたポンゴとパーディタと再会する。
その頃、ロジャーたち三人は子犬たちや突如家を飛び出したきり帰ってこないポンゴとパーディタの安否を心配する中、ロジャーとナニーはこれまでの出来事から真っ先にクルエラを疑っていたが、アニータは自身がクルエラの会社にいた頃に描いていたダルメシアンをモチーフにしたコートのデザイン画を思い出すと、ロジャーたちは事件の黒幕がクルエラで、彼女が子犬たちを殺そうとしていることを確信する。しかし動物たちに痛い目に遭わされたジャスパーとホーレス、スキナーは警察に逮捕され、子犬たちが逃げ出したことを知ったクルエラも子犬たちを追跡するが、途中で家畜小屋に迷い込み、馬や豚たちに散々な目に遭わされた挙句、ロジャーやアニータの証言を元に自身が毛皮を作るために動物を盗み殺してきた証拠を掴んだ警察に逮捕される。
子犬たちは警察に保護され、無事にロジャーとアニータの元に帰ってくる。その後、夫妻は警察から「飼い主が不明の子犬たちを引き取って欲しい」という依頼を引き受け、ポンゴとパーディタ、子犬たち合わせて101匹を飼うことに決める。さらにその後、ロジャーはクルエラの逮捕記事からクルエラを悪役のモデルにしたゲームを開発して多額の富を得て、郊外の大豪邸に移り、アニータやナニー、無事に産まれた第一子やダルメシアンたちと共に順風満帆な暮らしをしたのだった。

## キャスト
実写化するにあたり、ポンゴの飼い主のロジャーの苗字が「ラドクリフ」から原作小説と同じ苗字の「ディアリー」に変更された。
| 役名                               | 俳優                       | 日本語吹替                                                                         | 日本語吹替                                                              |
| 役名                               | 俳優                       | ソフト版                                                                           | テレビ朝日版                                                            |
| ---------------------------------- | -------------------------- | ---------------------------------------------------------------------------------- | ----------------------------------------------------------------------- |
| クルエラ・デ・ビル                 | グレン・クローズ           | 山田邦子                                                                           | 塩田朋子                                                                |
| ロジャー・ディアリー（ラドクリフ） | ジェフ・ダニエルズ         | 佐野史郎                                                                           | 小山力也                                                                |
| アニタ・ディアリー（ラドクリフ）   | ジョエリー・リチャードソン | 浅野ゆう子                                                                         | 日野由利加                                                              |
| ナニー                             | ジョーン・プロウライト     | 磯辺万沙子                                                                         | 京田尚子                                                                |
| ジャスパー                         | ヒュー・ローリー           | 千田光男                                                                           | 大塚明夫                                                                |
| ホーレス                           | マーク・ウィリアムズ       | 神山卓三                                                                           | 亀山助清                                                                |
| スキナー                           | ジョン・シュラプネル       |                                                                                    |                                                                         |
| アロンゾ                           | ティム・マッキナリー       | 塚田正昭                                                                           | 島田敏                                                                  |
| フレデリック                       | ヒュー・フレイザー         | 小島敏彦                                                                           | 佐々木敏                                                                |
| ハーバート                         | ゾーレン・ウェイス         | 市村浩佑                                                                           | 村田あつき                                                              |
| ポンゴ（声）、パーディ（声）       | フランク・ウェルカー       | 原語版流用                                                                         | 原語版流用                                                              |
| その他                             | N/A                        | 松本保典 亀井芳子 福田信昭 立木文彦 石森達幸 古田信幸 鈴木れい子 相沢正輝 宝亀克寿 | 梅津秀行 仲野裕 斎藤志郎 長克巳 大橋世津 喜田あゆ美 志村知幸 小野塚貴志 |
| 日本語版制作スタッフ               |                            |                                                                                    |                                                                         |
| 演出                               | 演出                       | 岡本知                                                                             | 木村絵理子                                                              |
| 翻訳                               | 翻訳                       | 石田泰子（字幕） 松原桂子（吹替）                                                  | 松原桂子                                                                |
| 録音                               | 録音                       | 飯塚秀保 藤樫衛                                                                    |                                                                         |
| 調整                               | 調整                       | 井上秀司                                                                           | 高久孝雄                                                                |
| 効果                               | 効果                       |                                                                                    | サウンドボックス                                                        |
| 編集協力                           | 編集協力                   |                                                                                    | IMAGICA 永吉敬文                                                        |
| 制作協力                           | 制作協力                   | 東京テレビセンター                                                                 | ViViA 清宮正希                                                          |
| 録音制作                           | 録音制作                   | グロービジョン                                                                     |                                                                         |
| 制作監修                           | 制作監修                   | 岡本企美子                                                                         |                                                                         |
| 日本語版担当プロデューサー         | 日本語版担当プロデューサー |                                                                                    | 清水祐美 圓井一夫                                                       |
| 制作                               | 制作                       |                                                                                    | 東北新社                                                                |
| 日本語版製作                       | 日本語版製作               | Disney Character Voices International, Inc.                                        |                                                                         |
| 初回放送                           | 初回放送                   | 2000年1月14日 『金曜ロードショー』                                                 | 2001年3月25日 『日曜洋画劇場』                                          |

## スタッフ
- 監督：スティーヴン・ヘレク
- 製作：ジョン・ヒューズ、リカルド・メストレス
- 製作総指揮：エドワード・S・フェルドマン
- 原作：「ダルメシアン」（ドディー・スミス著）
- 脚本：ジョン・ヒューズ
- 撮影：エイドリアン・ビドル、B.S.C.
- 編集：トゥルーディ・シップ
- 音楽：マイケル・ケイメン
- 衣装：アンソニー・パウエル With ローズマリー・バロウズ
- 特殊視覚効果／アニメーション：インダストリアル・ライト&マジック
- プロダクション・デザイン：アッシュトン・ゴートン
- タイトルデザイン：カイル・クーパー

## 地上波放送履歴
| 回数  | テレビ局   | 番組名                     | 放送日         | 吹替版       |
| ----- | ---------- | -------------------------- | -------------- | ------------ |
| 初回  | 日本テレビ | 金曜ロードショー           | 2000年1月14日  | ソフト版     |
| 2回目 | テレビ朝日 | 日曜洋画劇場               | 2001年3月25日  | テレビ朝日版 |
| 3回目 | 日本テレビ | 金曜ロードショー           | 2003年11月21日 | ソフト版     |
| 4回目 | 日本テレビ | 春のワンワン映画スペシャル | 2007年4月11日  | ソフト版     |
| 5回目 | テレビ朝日 | 日曜洋画劇場               | 2010年8月1日   | テレビ朝日版 |

## 関連商品
映画パンフレット
- 『101 いま、夢が現実になる。』（ブエナ ビスタ インターナショナル（ジャパン））

ノベライズ
- 『101』（アン・メイザー／作、唐沢則幸／訳編、講談社、1997年2月12日発売）ISBN 4-06-267251-0
- 『映画版 101 - A Special Collector's Edition』（ドディー・スミス／原作、アン・メイザー & ルーシー・ダール／文、K・K翻訳会／訳、文渓堂、1997年3月発行）ISBN 4-89423-175-1
- 『ディズニートレジャー文庫(5) 101』（ノベライズ：鈴木博子、扶桑社、1997年3月10日発売）ISBN 4-594-02189-1

サウンドトラック
- 『101 オリジナル・サウンドトラック』（ポニーキャニオン、1997年3月5日発売）PCCD-00173
- 『101 オリジナル・サウンドトラック』（ポニーキャニオン、1998年8月19日再発売）PCCD-00237

VHS
- 『101 字幕スーパー版』（発売元：ブエナ ビスタ ホーム エンターテイメント、販売元：ポニーキャニオン、1997年9月19日発売）VWRS-4169
- 『101 日本語吹替版』（発売元：ブエナ ビスタ ホーム エンターテイメント、販売元：ポニーキャニオン、1997年9月19日発売）VWRJ-4169

LD
- 『101 字幕ワイド版』（パイオニアLDC株式会社、1997年10月29日発売）PILF-2433
  - 映像特典
    - 主題歌「クルエラ・デ・ビル」のミュージッククリップを特別収録!

DVD
- 『101』（パイオニアLDC株式会社、1998年7月24日発売）PIBF-1059
- 『101』（ブエナ ビスタ ホーム エンターテイメント、2002年6月19日発売）VWDS-3132
- 『101』（ブエナ ビスタ ホーム エンターテイメント、2004年3月19日発売）VWDS-3510
- 『101』（ブエナ ビスタ ホーム エンターテイメント、2006年2月22日発売）VWDS-4292